# Выборы в Московскую областную думу (2007)
Выборы в Московскую областную думу четвёртого созыва состоялись 11 марта 2007 года в единый день голосования. Все 50 депутатов были избраны по партийным спискам. Для попадания в думу партиям необходимо было преодолеть 7−процентный барьер. Срок полномочий думы составил пять лет.
В соответствии с принятым в октябре 2006 года новым избирательным законом Московской области, выборы всех 50 депутатов Мособлдумы прошли по партийным спискам. Ранее депутаты Мособлдумы избирались по мажоритарной системе в территориальных округах.
Это первые выборы, на которых барьер для партий, проходящих в Думу по партийным спискам, повышен с 5 % до 7 % голосов избирателей.

## Предвыборная кампания
Избирательная кампания началась 2 декабря 2006 года.
Для регистрации списка всем партиям, кроме представленных в действующей Государственной думе, было необходимо собрать подписи 1 % избирателей, то есть около 55 тыс. человек. В качестве альтернативы Госдума могла внести залог в размере 10 % от верхнего предела избирательного фонда. Максимальный размер избирательного фонда для партий установлен в 150 млн рублей.
К 5 января 2007 года Мособлизбирком заверил 9 списков:
- Единая Россия (Борис Громов — Валерий Аксаков — Лариса Лазутина)
- КПРФ (Владимир Кашин — Николай Васильев — Валентин Куликов)
- ЛДПР (Владимир Жириновский — Андрей Головатюк — Сергей Солдатов)
- Народная партия Российской Федерации (Геннадий Гудков — Алексей Зубахин — Нина Веселова)
- Яблоко (Галина Хованская — Алексей Яблоков — Антон Горецкий)
- Справедливая Россия (Сергей Жигарев — Александр Романович — Сергей Кравченко)
- Российская экологическая партия «Зелёные» (Людмила Митволь — Андрей Нагибин — Николай Моисеев)
- Патриоты России (Борис Галкин — Борис Фадеев — Игорь Севрюков)
- Союз правых сил (Никита Белых — Борис Надеждин — Валерий Бакунин)

### Отказы в регистрации
В январе 2007 года список партии «Зелёные» сняли с выборов в Московскую областную думу. Список возглавляла Людмила Митволь, жена заместителя главы Росприроднадзора Олега Митволя. Олег Митволь обвинил губернатора Подмосковья Бориса Громова в том, что тот отказал в регистрации партии «Зеленые» на выборах в Московскую областную думу. Митволь считал, что это была месть Громова за проверку Можайской канализационной насосной станции, которая сгнила, несмотря на то, что из бюджета области на неё выделялись деньги. Митволь планировал проверить и другие объекты, оказавшиеся в схожей ситуации

### Объединения
«Народная партия» была зарегистрирована, однако в феврале 2007 года стало известно, что партия намерена присоединиться к «Справедливой России». Из-за этого слияния «Народная партия» сняла свой список на выборы в думу Московской области.

## Итоги
Выборы прошли в единый день голосования 11 марта 2007 года. Средняя явка избирателей составила 28,7% (Согласно закону, выборы в области признаются состоявшимися, если явка избирателей на них превышает 20%). По официальным данным Мособлизбиркома итоги голосования следующие:
| Партия                     | Партия                     | Голоса  | % голосов | Мест в Думе стало / было | Мест в Думе стало / было |
| -------------------------- | -------------------------- | ------- | --------- | ------------------------ | ------------------------ |
|                            | Единая Россия              | 790 129 | 49.57%    | ▲ 33                     | 19                       |
|                            | КПРФ                       | 296 640 | 18.61%    | ▲ 12                     | 3                        |
|                            | Справедливая Россия        | 141 294 | 8.86%     | ▲ 5                      | —                        |
|                            | СПС                        | 109 974 | 6.90%     | 0                        | —                        |
|                            | ЛДПР                       | 108 603 | 6.81%     | 0                        | —                        |
|                            | Яблоко                     | 65 172  | 4.09%     | 0                        | —                        |
|                            | Патриоты России            | 32 685  | 2.05%     | 0                        | —                        |
| Недействительные бюллетени | Недействительные бюллетени | 49 428  | ~3,11%    |                          |                          |
| Всего:                     | Всего:                     |         | 100,00    | 50                       | 50                       |

Таким образом в Московскую областную думу 4 созыва прошли только три партии.
Руководство и члены партии «Справедливая Россия» согласовывали все свои действия с «Единой Россией» и всячески участвовали в том, чтобы голоса, отданные за ЛДПР и СПС, передавались в пользу партии «Единая Россия». Об этом рассказал в сентябре 2011 года депутат Мособлдумы Сергей Жигарев, перешедший из «Справедливой России» в ЛДПР. Таким образом партия «Справедливая Россия» помешала СПС и ЛДПР пройти в Мособлдуму.